# Montflovin
Montflovin korábbi község (település) Franciaországban, Doubs megyében. 2025. január 1-jén Hauterive-la-Fresse, La Longeville, Montbenoît és Ville-du-Pont községgel egyesült és Pays-de-Montbenoît új község része lett.
Lakosainak száma 118 fő (2022. január 1.). Montflovin La Chaux és Maisons-du-Bois-Lièvremont községekkel határos.

## Népesség
A település népességének változása:
| Lakosok száma | 40   | 37   | 44   | 89   | 99   | 100  | 107  | 115  | 118  | 118  |
|               | 1968 | 1982 | 1990 | 2006 | 2013 | 2015 | 2017 | 2019 | 2020 | 2022 |